# La Garde (album)
Pour les articles homonymes, voir La Garde.
Albums par Faf Larage
C'est ma cause
(1999) Flic$ & Hor$ La Loi
(2003)
Albums par Shurik'n
Où je vis
(1998) Tous m'appellent Shu
(2012)
La Garde est un album des deux frères Shurik'n (membre du groupe de rap IAM) et Faf Larage sorti en 2000 sous le label Delabel. Il fait suite à maxi du même nom sorti par les deux artistes en 1997 chez Kif-Kif Productions, le label d'Imhotep.
L'album mélange l'univers heroic fantasy qu'affectionne Faf Larage et celui des samourais cher à Shurik'n, ce qui est notamment visible sur le clip de La Garde Meurt Mais ne se Rend Pas.
En 2023, Faf Larage estime que Delabel n'a pas pleinement soutenu le projet à l'époque car « la maison de disque n'était pas vraiment pour ». Il a été plus ou moins « imposé » par Shurik'n, alors sous contrat pour plusieurs albums et fort du succès de son album Où je vis sorti deux ans plus tôt. Delabel aurait été réticent à promotionner Faf Larage qui n'était pas signé chez eux.
Il juge aussi que Skyrock, dont les choix à l'époque étaient décisifs pour le succès d'un album, n'a pas donné à l'album la visibilité qu'il méritait, en particulier après que les artistes aient refusé la diffusion d'une version tronquée d'un morceau, l'original étant jugé trop long pour un passage à l'antenne. Il résume : « À cette époque-là, quand Skyrock ne te joue plus, tu n'es joué nulle part. »

## Liste des pistes

### Version CD
| No  | Titre                                              | Durée |
| --- | -------------------------------------------------- | ----- |
| 1.  | Prophétie                                          | 2:58  |
| 2.  | J'ai Pas Envie (scratches par Akos)                | 3:39  |
| 3.  | Je Me Dois De Représenter (scratches par DJ Ralph) | 4:29  |
| 4.  | Old Man (scratches par DJ Majest'X)                | 3:43  |
| 5.  | Ripaille                                           | 0:51  |
| 6.  | Mcide                                              | 4:14  |
| 7.  | Parellèle                                          | 3:09  |
| 8.  | À Moi La Garde                                     | 3:34  |
| 9.  | Voie Lactée                                        | 4:16  |
| 10. | La Cambriole                                       | 4:31  |
| 11. | Ça M'saoule                                        | 3:07  |
| 12. | Déterminé! (Intro) (scratches par DJ Rebel)        | 0:35  |
| 13. | Dans L'lard                                        | 3:24  |
| 14. | Faut Que J' Renaisse (scratches par DJ Elyes)      | 4:11  |
| 15. | Déterminé ! (scratches par DJ Rebel)               | 4:35  |
| 16. | La Légende Des Deux Lames                          | 4:17  |
| 17. | Voice Lactée (Remix)                               | 9:45  |

### Version vinyle
| No  | Titre                                              | Durée |
| --- | -------------------------------------------------- | ----- |
| A1. | Prophétie                                          |       |
| A2. | J'ai Pas Envie (scratches par Akos)                |       |
| A3. | Dans L'lard                                        |       |
| B1. | Old Man (scratches par DJ Majest'X)                |       |
| B2. | Mcide                                              |       |
| B3. | Ripaille (scratches par DJ Rebel)                  |       |
| C1. | Parellèle                                          |       |
| C2. | A Moi La Garde                                     |       |
| C3. | Voie Lactée                                        |       |
| D1. | La Cambriole                                       |       |
| D2. | Ca M'saoule                                        |       |
| D3. | Déterminé! (Intro)                                 |       |
| E1. | Je Me Dois De Représenter (scratches par DJ Ralph) |       |
| E2. | Faut Que J' Renaisse (scratches par DJ Elyes)      |       |
| F1. | Déterminé! (scratches par DJ Rebel)                |       |
| F2. | La Légende Des Deux Lames                          |       |